# Kisábránka
Kisábránka (ukránul: Смологовиця) település Ukrajnában, Kárpátalján, a Huszti járásban.